# Wells Fargo Center (Миннеаполис)
Wells Fargo Center (произносится Уэ́лс Фа́рго Сентр) — офисный небоскрёб, расположенный по адресу: 90, Южная Седьмая улица, Миннеаполис, Миннесота, США. Является третьим по высоте зданием города, также третьим по этому показателю в штате и 66-м в США.

## История, описание

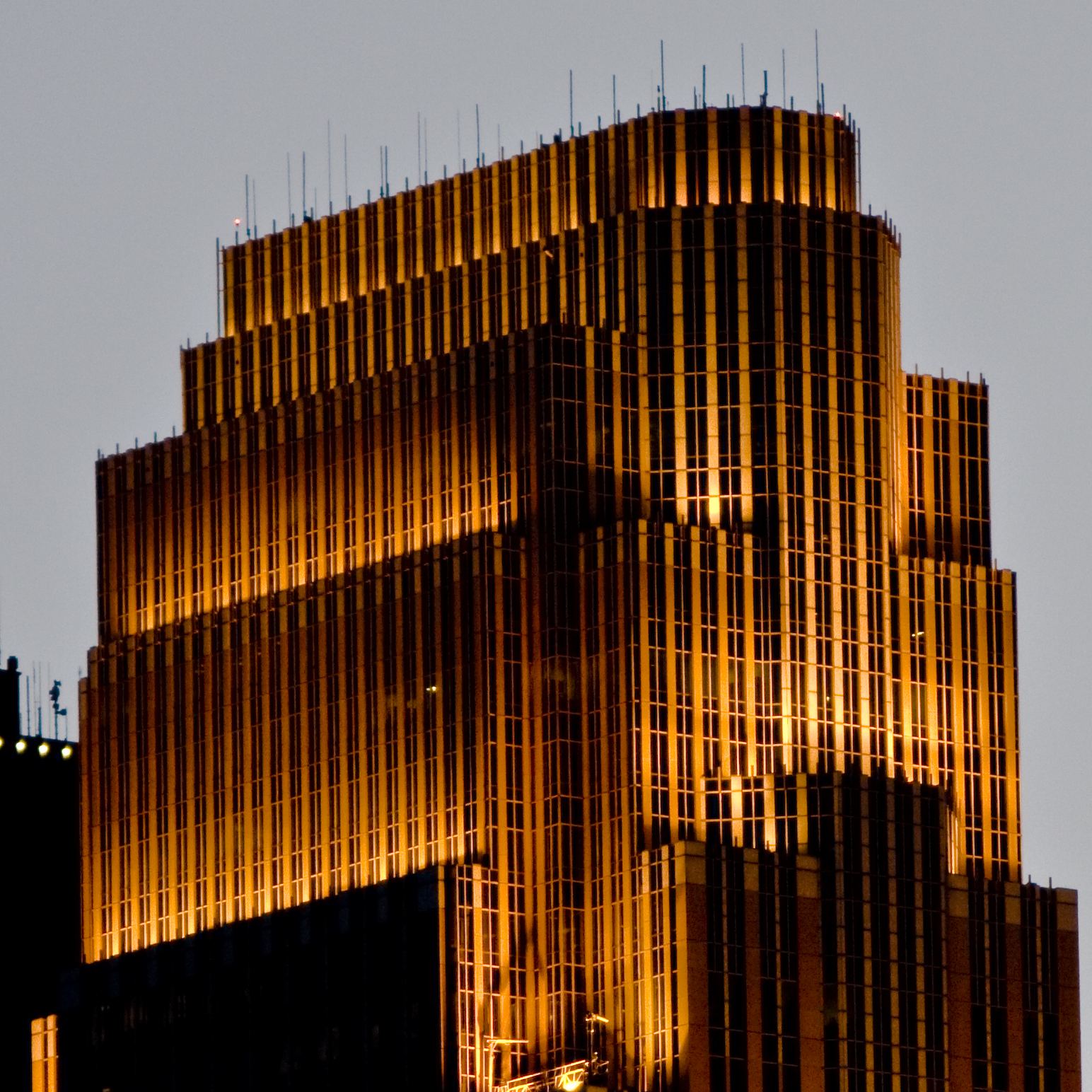
Верхушка небоскрёба после заката

Строительство небоскрёба началось в 1986 году на месте здания Northwestern National Bank Building, сгоревшего в 1982 году. В 1988 году строительство было окончено, в следующем году в нём начали работать первые офисы. Основным арендатором здания стала компания Norwest, и поэтому название небоскрёбу дали соответствующее — Norwest Center (Но́руэст Сентр). В 1998 году Norwest перенесла свою штаб-квартиру в Сан-Франциско. Вскоре главным арендатором стала компания Wells Fargo, и название было изменено на нынешнее. Кроме того, в этом небоскрёбе расположены штаб-квартира фирмы Faegre Baker Daniels и региональный офис компании KPMG. В 2000 году Агентство по охране окружающей среды США внесло небоскрёб в свой список «100 самых энергоэффективных зданий США».
Небоскрёб выстроен в стиле ар-деко и внешне намеренно немного напоминает здания CenturyLink Building и Foshay Tower, стоящие неподалёку. С заката до полуночи верхушка здания подсвечена особым образом, так что она напоминает горящий костёр. Кроме офисов в небоскрёбе расположен один из филиалов Исторического музея Wells Fargo.
Основные параметры
- Строительство: с 1986 по 1988 год
- Высота: 236,3 м (по антенне); 235,7 м (по крыше); 222,9 м (по верхнему этажу); 3,96 м (от пола до пола)
- Длина и ширина: 97,54 м на 40,28 м
- Офисная площадь: 111 115 м²[2]
- Этажность: 57 надземных и 4 подземных
- Количество лифтов: 27 + 2 эскалатора
- Архитектор: Сесар Пелли